# 大久保愛
大久保 愛（おおくぼ あい、1985年10月21日- ）は、秋田県出身の薬剤師。アイカ製薬株式会社代表取締役。

## 来歴
秋田県出身。昭和大学薬学部卒業。薬剤師資格取得。漢方や食に興味をもち薬膳を学ぶ。
2010年にアイカ製薬株式会社を立ち上げ、薬膳レシピ開発・執筆・企業コンサルティングなどに携わる。セルフメディケーション推進の一環として『漢方×腸活×栄養学』の理論をつかった食薬の普及も行っている。

## 著書
- 『1週間に1つずつ 心がバテない食薬習慣』（2019年6月28日発行、ディスカヴァー・トゥエンティワン）ISBN 9784799324820
- 『1週間に１つずつ 体がバテない食薬習慣』（2021年4月23日発行、ディスカヴァー・トゥエンティワン）ISBN 9784799327319
- 『女性の「なんとなく不調」に効く食薬事典』（2020年8月17日発行、KADOKAWA）ISBN 9784046046802
- 『心と体が強くなる！食薬ごはん』（2020年2月14日発行、宝島社）ISBN 9784299001856
- 『不調がどんどん消えていく食薬ごはん便利帖』（2020年11月10日発行、世界文化社）ISBN 9784418203208

## メディア
- 教えて！愛先生の食薬習慣 (zakzak 夕刊フジ 産経新聞)
- 愛先生の今週食べるとよい食材 (an・an　マガジンハウス）
- 漢方ビュー通信（株式会社ツムラ）
- Ageless+ エイジレスプラス（協和 (美容業)）
- DANTES(ダンテス)男性向け医療・健康情報サイト